# Maria Aparecida Santilli
Maria Aparecida Santilli ou Cida Santilli (São Paulo, 24 de novembro de 1925 - Assis (SP), 22 de março de 2008) é uma professora universitária, pesquisadora e política social-democrata brasileira que é referência teórica no campo das Letras, especialmente na área de Literatura comparada e de Literatura portuguesa.
Especializada em teoria da literatura aplicada à língua portuguesa, ela uma das principais teóricas do Brasil especializadas na obra literária de Júlio Diniz, especialmente em seus romances, além de ser uma pioneira no ensino de literaturas africanas de língua portuguesa no Brasil.
Sua teoria da literatura é significativamente influenciada pelo método de literatura comparada desenvolvido por Erich Auerbach, na obra Mimesis: A Representação da Realidade na Literatura Ocidental.

## Biografia

### Vida pessoal
Órfã de mãe desde tenra idade, ela participou da criação de seus irmãos mais novos. Após concluir sua graduação, ela se casou com José Santilli Sobrinho, que se tornaria ex-deputado estadual, ex-deputado federal e ex-prefeito municipal de Assis. E, nos anos 1950, mudou-se da cidade de São Paulo para a cidade interiorana de Assis, situada no vale do Paranapanema.
Ela teve quatro filhos: Maria Raquel Santilli Vilares, Márcio José Brando Santilli, José Marcos Brando Santilli e Paulo José Brando Santilli.

### Educação
Em 1956, Maria Aparecida Santilli se graduou em Letras Anglo Germânicas na Faculdade de Filosofia, Letras e Ciências Humanas da Universidade de São Paulo (USP), tendo prosseguido seus estudos no campo da Literatura portuguesa junto à mesma universidade, obtendo o título de mestre pela USP em 1961, em pesquisa sob a obra de Júlio Diniz, estando sob orientação do professor Antônio Soares Amora.
Em 1967, ainda sob orientação de Antônio Amora, ela defende tese de doutorado enfocando os aspectos sociais presentes no romance de Júlio Diniz, obtendo o título de doutora em Letras pela  Faculdade de Filosofia, Letras e Ciências Humanas da USP.
Entre 1968 e 1971, ela desenvolveu investigações em nível de pós-doutorado como bolsista da Fundação Calouste Gulbenkian em Portugal, onde estudou o neorealismo português e começou os primeiros contatos com escritores africanos.

### Carreira acadêmica
Começa a carreira docente em 1956, na condição de professora de primeiro grau no Ginásio Estadual de Martinópolis, situado na cidade paulista de Martinópolis. Ela vai permanecer nesse cargo até 1959.
No ano seguinte, em 1960, muda de escola, assumindo como professora de primeiro e segundo graus no Ginásio Estadual de Vila Nova Cachoeirinha, situado no bairro de nome homônimo, na Zona Norte do município de São Paulo, onde permaneceu nessa função até 1967. Durante esse período, ela esteve cursando a pós-graduação em Letras na FFLCH-USP, onde iniciará, no ano de 1960, as primeiras experiências de atividade docente em um contexto universitário, ao atuar como instrutora de cursos de extensão, a exemplo dos cursos sobre O romantismo na literatura portuguesa, A vida e obra de Bocage, e O soneto bocageano.
Em 1968, ela ingressa formalmente no ensino na USP como professora-assistente, quando lecionou a disciplina Literatura Portuguesa na graduação de Letras Clássicas Vernáculas. Posteriormente, lecionaria de forma pioneira a disciplina de graduação denominada de Literaturas africanas de língua portuguesa. Ela manteve seu vínculo como professora até o ano de sua morte, em 2008
Após o seu ingresso como professora do Departamento de Letras Clássicas e Vernáculas da USP, Maria Aparecida Santilli passa a desenvolver a orientação acadêmica de pesquisas de mestrado e doutorado em Letras, principalmente no campo da Literatura portuguesa, além de lecionar a disciplina de pós-graduação Literatura e História: transleituras na ficção.
Entre 1975 a 1977, Cida Santilli exerceu o cargo de Diretora do Centro de Documentação para a América Latina (CEDAL) da USP.
Entre 1986 a 1990, ela ocupa o cargo de Diretora do Centro de Estudos Portugueses da USP.
Um dos últimos cargos administrativos que ocupou na estrutura acadêmica uspiana foi o de Chefe do Departamento de Letras Clássicas e Vernáculas da USP, exercido entre 1992 a 1994.
Entre 1999 a 2000, Maria Aparecida Santilli foi presidente da Associação de Professores Brasileiros de Literatura Portuguesa (ABRAPLIP).
Na década de 2000, ela foi conselheira titular do Conselho Estadual de Educação, tendo atuado na elaboração de pareceres e deliberações até o ano de 2008, quando houve o seu passamento.

### Carreira política
Casada com o político emedebista (depois pessedebista) José Santilli Sobrinho desde os anos 1950, ela se tornou primeira-dama do Município paulista de Assis no ano de 1983, quando o seu marido foi eleito Prefeito de Assis. Voltaria a exercer essa função nos anos 1990, com o retorno de seu cônjuge à chefia do Executivo Municipal.
Durante a década de 1980, Maria Aparecida Santilli exerceu o cargo de Secretária Municipal de Educação da Prefeitura do Município de Assis.
Durante a ditadura militar de 1964, ela foi filiada ao MDB, porém, sem ter exercido cargos eletivos por esse partido. Como militante partidária do  Partido da Social-Democracia Brasileira (PSDB), ela ocupou diversos cargos internos da estrutura partidária do PSDB, com destaque para a Secretaria Nacional de Mulheres do PSDB.
Durante as eleições de 1994, Maria Aparecida Santilli foi uma das seis mulheres que se candidataram ao cargo de deputada estadual pelo PSDB que fazia parte da coligação Compromisso com São Paulo, composta pelo PSDB e pelo PFL.
Essa coligação partidária havia apresentado 139 candidatos no total (entre homens e mulheres). Cida Santilli obteve 16.493 votos, não tendo sido eleita para o cargo, mas indo para a 17ª suplência na coligação, por causa do sistema de votação ser proporcional.
Ela é mãe do ex-deputado federal Márcio Santilli, deputado constituinte pelo MDB.

## Realizações
Na época em que foi primeira-dama do Município de Assis, na primeira metade da década de 1980, Maria Aparecida Santilli fomentou a criação de uma entidade da administração indireta (fundação) da Prefeitura Municipal de Assis dedicada a realização de atividades artísticas, culturais e de proteção do patrimônio cultural local: a Fundação Assisense de Cultura (FAC).
Também nessa época, Cida Santilli foi responsável ao articular politicamente a criação e implantação da Fundação Educacional do Município de Assis (FEMA), entidade da administração indireta municipal que atuava como mantenedora do Instituto Municipal de Ensino Superior de Assis (IMESA), entidade que oferece cursos do ensino superior na cidade de Assis. Após a criação dessa instituição educacional, ela foi nomeada para conduzir a fundação municipal, tendo se tornado a primeira presidente do Conselho Curador da FEMA.

## Homenagens
- Em 2002, o Centro de Estudos Portugueses da USP lançou a coletânea Abrindo Caminhos, homenagem a Maria Aparecida Santilli, um livro em homenagem à vida e obra de Cida Santilli.[3]

## Obras

### Principais livros
- SANTILLI, Maria Aparecida. Júlio Dinis, romancista social. São Paulo: Editora da Faculdade de Filosofia, Letras e Ciências Humanas/USP, 1979.[3]
- SANTILLI, Maria Aparecida. Arte e Representação da Realidade no Romance Português Contemporâneo. São Paulo: Ed. Quíron, 1979.[3]
- SANTILLI, Maria Aparecida. Júlio Dinis. São Paulo: Ed. Três, 1984 (Coleção Biblioteca do Estudante).
- SANTILLI, Maria Aparecida. Estórias Africanas, Histórias e Antologia. São Paulo: Ed. Ática, 1985.[4]
- SANTILLI, Maria Aparecida. Paralelas e Tangentes (Entre Literaturas de Língua Portuguesa). 1. ed. São Paulo: Humanitas, 2003.[4][10]

### Principais artigos e capítulos de livros
- SANTILLI, Maria Aparecida. Gente de terceira classe. Diário Carioca, Rio de Janeiro, v. 01, 1962.
- SANTILLI, Maria Aparecida. Em torno do soneto bocageano. Revista de Letras da Faculdade de Assis, Assis, v. 1, 1967.
- SANTILLI, Maria Aparecida. Contribuição para um estudo do retrato feminino da poesia barroca portuguesa. Revista de Letras da Faculdade de Assis, Assis, v. 01, 1968.
- SANTILLI, Maria Aparecida. O romance urbano de Julio Diniz: o homem e a sociedade burguesa. Revista de Letras da Faculdade de Assis, Assis, v. 01, 1969.
- SANTILLI, Maria Aparecida. A Literatura Portuguesa perante a contextualidade cultural luso-afro-brasileira. Revista da Universidade Federal do Paraná, Curitiba, v. 01, 1977.
- SANTILLI, Maria Aparecida. De Camões aos poetas Inconfidentes: uma questão de tópico e/ou de influência literária. Língua e Literatura (USP), São Paulo, v. 1, n.5, 1977.
- SANTILLI, Maria Aparecida. O fogo da fala nos contos de DIZANGA DIA MUENHU. Cadernos de Literatura do Instituto Nacional de Investigação Científica de Coimbra, Coimbra, v. 01, 1983.
- SANTILLI, Maria Aparecida. Orlanda Amarilis: A Casa dos Mastros. Colóquio - Letras, Lisboa, v. 115, 1990.
- SANTILLI, Maria Aparecida. Portuguex: o romance esquiso-histórico. In: Instituto de Cultura e Língua Portuguesa (Org.). Temas Portugueses e Brasileiros. Lisboa: Instituto de Cultura e Língua Portuguesa, 1992.
- SANTILLI, Maria Aparecida. Literatura Portuguesa. Estudos Avançados: Revista do Instituto de Estudos Avançados, São Paulo, v. 8, n.22, p. 427-429, 1994.[11]
- SANTILLI, Maria Aparecida. Saramago, mago: imago de Ricardo Reis. In: BERRINI, B. (org.). José Saramago - uma homenagem. São Paulo: EDUC - Editora da PUC/SP, 1999.
- SANTILLI, Maria Aparecida. Prosa de ficção e apelos teatrais: Manuel da Fonseca, José Luandino Vieira, Mia Couto e Guimarães Rosa. Via Atlântica (USP), São Paulo, v. 9, 2006.
- SANTILLI, Maria Aparecida. Maravilhas do conto fantástico de Mia Couto.  Veredas: Revista da Associação Internacional de Lusitanistas, v. 7, 2006.
- SANTILLI, Maria Aparecida. Mulheres angolanas: um viés alegre da resistência cultural. In: Rita Chaves; Tania Celestino Macêdo; Rejane Vecchia. (orgs.). A kinda e a misanga. Angola: Ed. Nzila, 2007.[3]